# Cassie Chadwick

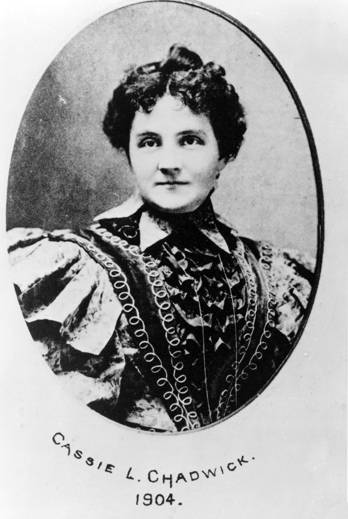
Cassie Chadwick (1904)

Cassie Chadwick (* 10. Oktober 1857 in Eastwood (Ontario), Kanada; † 10. Oktober 1907 in Columbus (Ohio)) ist der bekannteste Name einer in Kanada geborenen Hochstaplerin, die Banken in der Gegend von Cleveland (Ohio) betrog, indem sie behauptete, eine illegitime Tochter des Millionärs Andrew Carnegie zu sein.

## Frühe Jahre
Unter dem Namen Elizabeth Bigley geboren, war sie als Kind eine Tagträumerin und erzählte oft Lügengeschichten. Den ersten dokumentierten Bankbetrug beging Elizabeth im Alter von 14 Jahren, als sie erfolgreich versuchte, mit einem gefälschten Brief eines angeblichen Onkels aus England, ein Bankkonto zu eröffnen und mit ungedeckten Schecks Waren bezahlte. Sie zog im Alter von 20 Jahren in die Nähe ihrer Schwester nach Cleveland und betätigte sich unter dem Namen Lydia DeVere als Wahrsagerin. Im Alter von 22 Jahren wurde sie in Woodstock (Ontario) wegen einer Fälschung festgenommen, aber wegen Unzurechnungsfähigkeit wieder freigelassen. 1882 heiratete sie Wallace Springsteen in Cleveland (Ohio). Ihr Ehemann warf sie elf Tage später aus dem Haus, als er von ihrer Vergangenheit erfuhr, die durch die Veröffentlichung des Hochzeitsfotos ihm erst bekannt wurde. Es meldeten sich zahlreiche Gläubiger bei Springsteen, die seine Ehefrau auf dem Hochzeitsfoto erkannten.
Elizabeth änderte ihren Namen in Marie LaRose und betätigte sich erneut als Wahrsagerin. Im Jahr 1886 heiratete sie den Farmer John R. Scott und lebte als seine Ehefrau Lydia Scott vier Jahre auf der Farm. Ihres Ehemanns überdrüssig, reichte sie mit erfundenen Gründen die Scheidung ein und ließ sich entsprechend auszahlen. Nach der Scheidung betätigte sie sich wieder als Wahrsagerin, verlegte sich wieder auf Fälschereien und wurde in Toledo (Ohio) zu 9½ Jahren Gefängnis verurteilt. Vier Jahre später wurde sie zur Bewährung freigelassen und kehrte wieder nach Cleveland zurück. Hier nahm sie den Namen Cassie Hoover an und eröffnete ein Bordell im Westen der Stadt. Dort lernte sie auch ihren zukünftigen Ehemann Dr. Leroy Chadwick kennen.
Cassie wusste, dass Dr. Chadwick frisch verwitwet und gut situiert war. So spielte sie die Rolle der „Mrs. Cassie Hoover“, einer vornehmen Witwe, die eine Privatpension für Damen betrieb. Als Dr. Chadwick ihr vorhielt, dass das Etablissement ein wohlbekanntes Bordell sei, fiel „Mrs. Hoover“ in Ohnmacht. Nachdem sie wieder zu sich gekommen war, behauptete sie, dass sie so ein Unternehmen niemals betreiben würde und bat den Doktor, sie unverzüglich aus diesem Haus zu führen, damit niemand annehme, sie habe irgendetwas mit dem Betrieb zu tun. Im Jahr 1897 heiratete sie Dr. Chadwick, der nichts über ihre Vergangenheit wusste, außer dem, was seine hübsche neue Frau ihm erzählte. Es ist nicht bekannt, ob er von ihrem Sohn Emil Hoover wusste, den sie in der Obhut einer der Bordelldamen zurückließ.

## Als Cassie Chadwick
In ihrer Zeit als Gattin des allseits respektierten Dr. Chadwick übertrafen Cassies Ausgaben die ihrer gut betuchten Nachbarn in Clevelands Euclid Avenue, einer Straße, die damals weithin als „Millionärszeile“ bekannt war. Statt sie in der exklusiven Enklave der Rockefellers, der Hannas, der Hays und der Mathers willkommen zu heißen, betrachtete man Cassie Chadwick eher als merkwürdige Frau, die vergeblich versuchte, sich das Wohlwollen einiger der reichsten Familien Amerikas zu erkaufen. Wenn sie zu irgendwelchen Anlässen eingeladen wurde, so geschah das aus Rücksicht auf Dr. Chadwick, den die Bewohner der Gegend mochten.
Cassie Chadwick verschleierte ihre und ihres Sohnes Identität auf unterschiedliche Arten. Bei der US-Volkszählung von 1900 (District 97, Cleveland, Cuyahoga County Ohio) gab sie sich als Cassie Chadwick, geboren am 3. Februar 1862 in Pennsylvania aus. Ihr Sohn Emil Hoover wurde gezählt als Emil Chadwick, geboren im September 1886 in Canada (England). Vor Gericht in Toledo (Ohio) gab sie sich jedoch als ledig und kinderlos aus, als sie dort wegen Fälschungen angeklagt und zu einer Gefängnisstrafe verurteilt wurde. Nach dem Carnegie-Betrug wurde Emil in der Presse als ihr Sohn oder Stiefsohn bezeichnet.

## Der Carnegie-Betrug
Nachdem sie 1897 Dr. Leroy Chadwick geheiratet hatte, begann Cassie ihren größten Betrug, indem sie sich als Andrew Carnegies Tochter ausgab. Während eines Besuchs in New York City bat sie einen Bekannten ihres Mannes, einen Rechtsanwalt namens Dillon, sie zum Haus von Andrew Carnegie zu begleiten. Sie suchte dort lediglich seine Haushälterin auf unter dem Vorwand, ein Zeugnis vorlegen zu wollen. Als sie wieder herauskam, ließ sie ein Papier fallen. Dillon hob es auf und sah, dass es sich um einen Wechsel über zwei Millionen Dollar handelte, versehen mit Carnegies Unterschrift. Sie bat Dillon um Verschwiegenheit und „offenbarte“ ihm dann, dass sie Carnegies illegitime Tochter sei. Carnegie war angeblich so sehr von Schuldgefühlen zerfressen, dass er sie mit riesigen Geldbeträgen überhäufte. Sie behauptete weiter, dass sie Wechsel über sieben Millionen Dollar in ihrem Haus in Cleveland habe und dass sie nach Carnegies Tod 400 Millionen Dollar erben werde. Dillon besorgte ein Schließfach für ihr Dokument.
Die Neuigkeiten sickerten zu den Finanzmärkten im nördlichen Ohio durch, und Banken begannen, ihre Dienste anzubieten. In den folgenden acht Jahren benutzte sie ihre erfundenen Familienverhältnisse, um gegen Schuldscheine große Darlehen zu erhalten, die sich schließlich auf 10 bis 20 Millionen Dollar beliefen. Sie nahm zu Recht an, dass es niemand wagen werde, Carnegie nach einer illegitimen Tochter zu fragen, aus Angst, ihn in Verlegenheit zu bringen. Zudem wurden die Darlehen mit Wucherzinsen vergeben – so hoch, dass die Bankiers nicht darüber sprachen. Cassie täuschte weitere Sicherheiten in Carnegies Namen vor und die Bankiers nahmen an, dass Carnegie für sämtliche Schulden geradestehen und das nach Carnegies Tod alles zurückgezahlt werde – und dass sie einen hübschen Profit mit den Zinsen machen würden.
Cassie begann, von dem Geld ein verschwenderisches Leben zu führen. Sie kaufte diamantene Halsbänder, genügend Kleider, um dreißig Schränke zu füllen, und eine goldene Orgel. Sie wurde bekannt als „Königin von Ohio“.
Im November 1904 erhielt sie ein Darlehen über 190.000 Dollar von H. B. Newton, einem Bostoner Bankier. Newton war schockiert, als er von den anderen Darlehen erfuhr, die Cassie empfangen hatte und forderte sein Geld zurück. Cassie konnte nicht zahlen und die Bank ging vor Gericht. Zu dieser Zeit hatte sie etwa fünf Millionen Dollar Schulden. Jetzt kam auch heraus, dass etliche der Sicherheiten, die andere Banken erhalten hatten, wertlos waren. Als Carnegie über sie befragt wurde, bestritt er, sie je gesehen zu haben und erklärte außerdem, dass er seit mehr als 30 Jahren keinen Wechsel unterschrieben habe. Chadwick floh nach New York, wurde aber bald in ihrem Apartment im Hotel Breslin verhaftet und wieder nach Cleveland gebracht. Als sie verhaftet wurde, trug sie einen Geldgürtel mit mehr als 100.000 Dollar. Als der Skandal bekannt wurde, verließ Leroy Chadwick mit seiner erwachsenen Tochter eilig die Stadt, um auf eine Europa-Reise zu gehen. Vor seiner Abreise reichte Chadwick die Scheidung ein.
Die Neuigkeiten verursachten einen Schock in der Bankenwelt Clevelands. Eine Bank, die Citizen’s National Bank of Oberlin, die ihr 800.000 Dollar geliehen hatte, erlebte einen massiven Ansturm ihrer Kunden und wurde in den Bankrott getrieben.

## Der Prozess
Carnegie nahm an der Gerichtsverhandlung teil, weil er die Frau sehen wollte, die erfolgreich Banken hereingelegt hatte, indem sie vorgab, seine Erbin zu sein. Auch Mitglieder von Familien aus der „Millionaires' Row“, um deren Anerkennung sie sich so sehr bemüht hatte, waren zugegen. Der Prozess war ein Medienzirkus. Am 10. März 1905 wurde Cassie Chadwick zu 14 Jahren Gefängnis und zu einer Geldstrafe von 70.000 Dollar verurteilt wegen Verschwörung, die Citizen’s National Bank zu vernichten und wegen Verschwörung gegen die Regierung, da die Citizen’s Bank als bundeseigene Bank galt. Am 1. Januar 1906 wurde sie in das Staatsgefängnis Ohio in Columbus eingeliefert.
Eine Zeit lang wurde das Chadwick Haus in der Euclid Avenue, Ecke 82. Straße, zu einer Touristenattraktion. In den frühen 20er Jahren wurde das Gebäude abgerissen, um dem Euclid Avenue Temple (heute Liberty Hill Baptistenkirche) Platz zu machen.

## Nach dem Carnegie-Betrug
Bei ihrer Ankunft im Gefängnis brachte Cassie Koffer voller Sachen für ihre Zelle mit, darunter Vorleger aus Tierfellen und Kleider, die sie auch behalten und tragen durfte. Als ihr Gesundheitszustand schlechter wurde, begann sie, detaillierte Anweisungen für ihr Begräbnis aufzuschreiben. Sie wies sogar ihren Sohn an, einen Teil ihres geheimen Vermögens nach Kanada zu schicken, um davon einen Grabstein für das Familiengrab zu kaufen. An ihrem 50. Geburtstag starb Cassie Chadwick im Gefängnis. Sie wurde an ihrem Geburtsort in Eastwood (Ontario, Canada) begraben.